# 姜建清

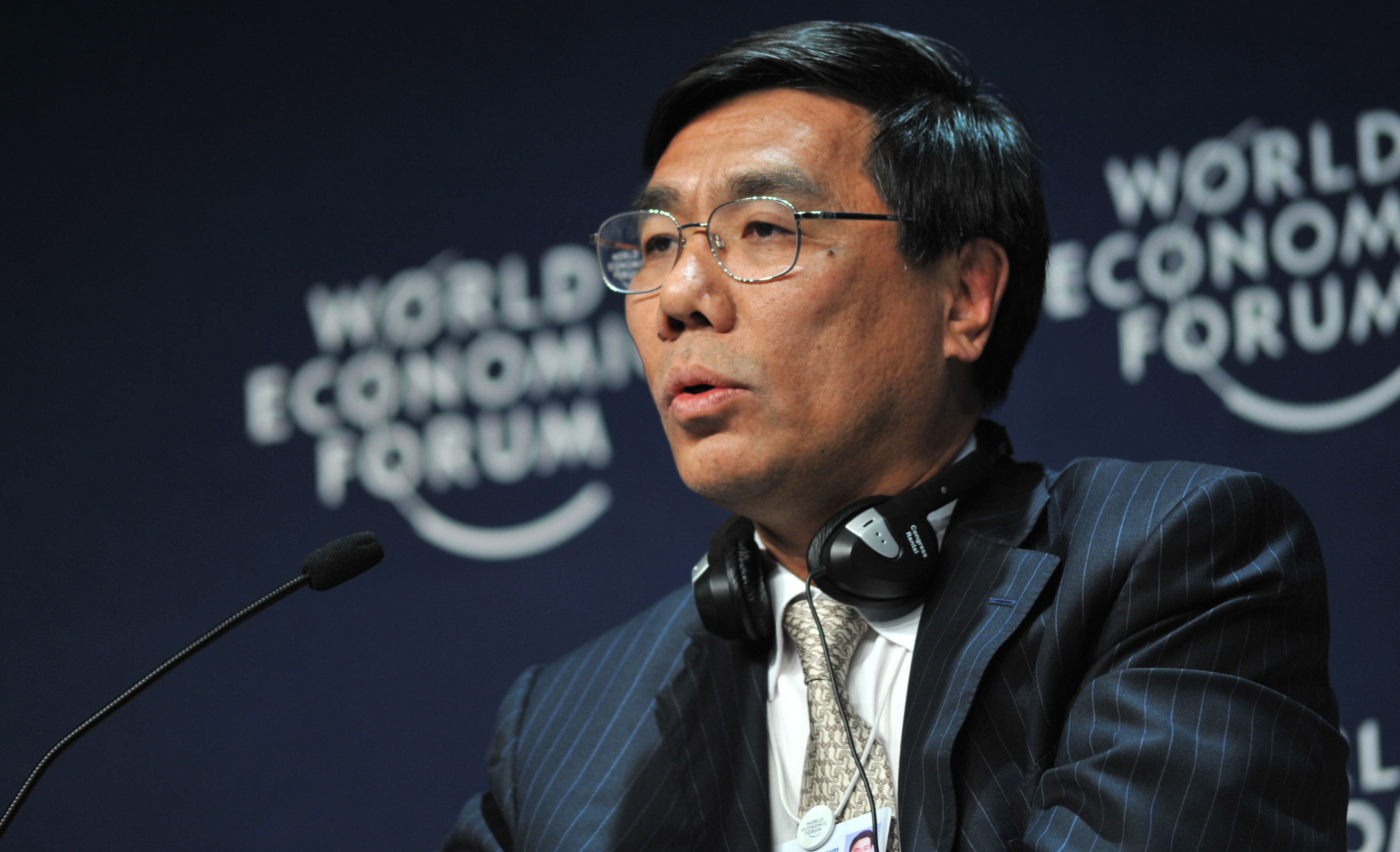
姜建清

姜 建清（きょう けんせい、JIANG Jianqing、1953年2月 - ）は、中華人民共和国上海市生まれの金融家・銀行家。現在は、中国工商銀行会長に就任した。

## 略歴
- 1970年、河南省の炭鉱に3年間仕事。
- 1979年、上海に戻る。その後に中国大陸の金融界に入職。
- 1984年、上海財経大学を卒業。同年に上海交通大学修士と博士学位を取得。
- 2007年、中国共産党第十七次全国代表大会中央候補委員に選出。